# Соколов, Пётр Алексеевич (учёный)
Пётр Алексе́евич Соколо́в (20 сентября 1933, Воткинск, Свердловская область, РСФСР, СССР — 2009, Ижевск, Удмуртия, Россия) ― советский и российский деятель науки, учёный-лесовод, доктор сельскохозяйственных наук, профессор. Ректор Марийского государственного университета (1982―1985). Заслуженный деятель науки Российской Федерации (1999). Заслуженный деятель науки и техники Марийской ССР (1991). Член-корреспондент РАЕН, академик Международной академии наук экологии, безопасности человека и природы (МАНЭБ).

## Биография
Родился 20 сентября 1933 года в удмуртском Воткинске в семье рабочего машиностроительного завода.
После окончания средней школы № 3 г. Воткинска поступил в Московский геологоразведочный институт, но в 1958 году окончил Поволжский лесотехнический институт.
В 1959―1960 годах работал инженером-таксатором Новосибирской конторы лесосырьевых изысканий. Затем он инспектор охраны леса Воткинского механизированного лесхоза.
В 1965 году окончил аспирантуру Марийского политехнического института, кандидат сельскохозяйственных наук.
Научный сотрудник, доцент, декан лесохозяйственного факультета Марийского политехнического института. В 1980 году защитил докторскую диссертацию, доктор сельскохозяйственных наук (1980), профессор (1983).
В 1982―1985 годах ― ректор Марийского государственного университета.
В 1988―2000 годах ― заведующий кафедрой лесной таксации и лесоустройства Марийского политехнического института / Марийского государственного технического университета.  
Переехал в г. Ижевск, с 2000 года ― заведующий кафедрой лесоустройства и экологии Ижевской сельскохозяйственной академии (ныне ― Удмуртский государственный аграрный университет).
В 1991 за заслуги в научной деятельности ему присвоено почётное звание «Заслуженный деятель науки и техники Марийской ССР», в 1999 году  ― почётное звание «Заслуженный деятель науки Российской Федерации». Награждён медалями и  Почётной грамотой Президиума Верховного Совета Марийской АССР.
В 1983―1990 годах избирался депутатом Верховного Совета Марийской АССР X―XI созыва. 

## Научная деятельность
Его кандидатская диссертация посвящена основам ведения лесного хозяйства в липняках в сочетании с пчеловодством. На её основе в 1980 году защитил и докторскую диссертацию.
За время научно-преподавательской деятельности стал автором и соавтором свыше 160 научных и научно-практических работ, в том числе 23 монографий и учебных пособий, которые издавались не только в России, но и за ее пределами.
Его научные разработки нашли отражение в вопросах многоцелевого лесопользования, сохранения и восстановления лесных ресурсов, организации и ведения лесного хозяйства, мониторинга лесных экосистем. Являясь членом Европейского института леса, он создал научную школу, которая ведёт исследования по проблемам баланса углерода в лесных экосистемах и изменения климата на территории Средней Волги и Предуралья.
Является членом-корреспондентом РАЕН и академиком МАНЭБ.

## Основные научные работы
Далее представлен список основных научных работ профессора П. А. Соколова:  
- Таблицы для таксации липняков Северо-Приуральского лесорастительного района подзоны хвойно-широколиственных лесов. ― Йошкар-Ола: Маркнигоиздат, 1968. ― 44 с.
- Состояние и теоретические основы формирования липняков. ― Йошкар-Ола: Мар. кн. изд-во, 1978. ― 208 с.
- Лесная таксация и основы лесного хозяйства: методические указания по прохождению летней учебной практики для студентов специальности 0901 «Лесоинженерное дело» / МВССО РСФСР, Мар. политехн. ин-т им. М. Горького; [сост.: П. А. Соколов и др.]. ― Йошкар-Ола: МПИ, 1981. ― 9, [1] с. ― Библиогр.: с. 10. – Б. ц.
- Ландшафтная таксация лесов зелёных зон учебно-опытного лесхоза МПИ им. М. Горького: методические разработки для студентов лесохозяйственного факультета: специальность 1512 / МВССО РСФСР, Мар. политехн. им. М. Горького; [сост.: П. М. Верхунов и др.]. ― Йошкар-Ола: МПИ, 1982. ― 43, [1] с.: ил. ― Б. ц.
- Вариационная статистика: Учеб. пособие для студентов спец. 31.12 заоч. формы обучения / П. А. Соколов, В. Л. Черных; Марийский политехн. ин-т им. А. М. Горького. ― Йошкар-Ола: МарПИ, 1990. ― 99,[2] с.: граф.; 20 см.; ISBN 5-230-00330-8.
- Лесопаркоустройство: метод. указания по курсовому проектированию для студентов специальности 31.12 специализации «Инженер садово-паркового стр-ва» / [сост. П. А. Соколов]. ― Йошкар-Ола: МарПИ, 1992. ― 17 c.
- Таксация леса: [Учеб. пособие для вузов по специальности «Лесное и лесопарковое хоз-во»] / П. А. Соколов; Марийс. гос. техн. ун-т. ― Йошкар-Ола: МарГТУ, 1998 ― 20 см. Ч. 1: Таксация отдельных деревьев. Ч. 1. ― Йошкар-Ола: МарГТУ, 1998. ― 84,[1] с.; ISBN 5-230-00477-0.
- Таксация леса: учеб. пособие для студентов специальности 260100 «Лесоинженер. Дело» / П. А. Соколов. ― Йошкар-Ола : МарГТУ, 2000. ― Ч. 2: Таксация насаждений. ― 115 c. ― ISBN 5-8158-0077-5.

## Признание
- Заслуженный деятель науки Российской Федерации (6 января 1999)[1][2] ― за заслуги в научной деятельности[6]
- Заслуженный деятель науки и техники Марийской ССР (1991)[1][2]
- Почётная грамота Президиума Верховного Совета Марийской АССР (1983)[1][2]